# Souza (football, 1979)
Pour les articles homonymes, voir Souza.
Willamis de Souza Silva, ou plus simplement Souza, est un footballeur brésilien né le 4 février 1979 à Maceio dans l'État de l'Alagoas, au Brésil.

## Biographie

### Carrière en club

#### Centro Sportivo Alagoano (1998-1999)
Souza commence sa carrière à CSA, en 1998. Après deux jolies saisons dans ce club, il attire l'attention des dirigeants du Botafogo FR, grand club de 1re division brésilienne (où est également passé Valdo… celui qui l'a recommandé aux dirigeants du PSG). 
En 2000, il signe pour un des clubs de Rio de Janeiro, en étant déjà comparé à une des plus grandes stars du football brésilien de l'époque : Rivaldo. Il débute sous ses nouvelles couleurs cette même année, au Tournoi Rio-São Paulo, avec le numéro 10… mais étant assez décevant pour son 1er match. Dès lors, Souza ne jouera que rarement deux matchs entiers d'affilée, étant toujours remplacé en cours de match, à cause d'une forme physique plutôt faible. Le président du club fera alors pression sur l'entraîneur à propos de ce jeune joueur… qui ne sera que très rarement utilisé, par la suite.

#### Botafogo (2000-2001)
Souza quittera Botafogo pour le club de Libertad, au Paraguay, où il ne restera qu'une seule saison, avant de revenir dans son championnat national, sous les couleurs du Guarani FC. 

#### Portuguesa (2003)
Finalement, après une saison plutôt réussie sous les couleurs de ce dernier, il rejoignit le club de Portuguesa. 

#### São Paulo FC (2003-2008)
Et c'est enfin la consécration : Souza, après une très bonne saison, attire enfin la convoitise d'un des grands clubs brésiliens : le São Paulo FC qu'il rejoindra en 2003.
Tout d'abord, le jeune joueur de 24 ans débute timidement. Il ne jouera, en effet, qu'en réserve du club Paulista. Mais, petit à petit, cet espoir fera quelques apparitions avec l'équipe A, de plus en plus régulièrement et passant de plus en plus de temps sur la pelouse. Après le départ de Cicinho pour le Real Madrid, Souza prendra alors de nouvelles responsabilités et deviendra le titulaire sur l'aile droite, laissé vacante par le départ de Cicinho. Aujourd'hui, Souza est l'un des symboles de l'équipe de São Paulo ayant remporté la Copa Libertadores en 2005, le double titre de champion du Brésil en 2006 et 2007 et, évidemment, vainqueurs de la Coupe du monde des clubs en 2005. Souza ayant apporté intelligence de jeu et une très bonne technique sur son côté droit, délivrant nombre de passes décisives et marquant 35 buts en 232 apparitions, il est alors devenu l'un des cadres du géant brésilien. En 2008, des rumeurs faisant état d'un intérêt du PSG pour recruter le brésilien eurent pour effet une campagne de la part des médias brésiliens et des supporters pour garder leur cadre et chouchou à São Paulo.
Finalement, après cinq ans sous le maillot tricolor Paulista, Souza est transféré au Paris Saint-Germain, le 31 janvier 2008, en compagnie de son compatriote Everton Santos, pour environ 4 millions d'euros et un contrat de trois ans et demi. Après avoir toujours repoussé les offres de clubs européens, le club phare de São Paulo n'a pu résister à l'envie du joueur de découvrir, et ce pour la première fois de sa carrière, un championnat européen.

#### Paris Saint-Germain (2008-2009)
Le samedi 9 février 2008, lors de PSG-Le Mans (24e journée de L1), Souza débute titulaire, sous ses nouvelles couleurs, au poste de milieu droit. Lors de PSG-Monaco, au Parc des Princes, Souza sera l'auteur de sa 1re passe décisive, sur un coup franc vite joué pour Amara Diané, qui ouvrira le score pour les Parisiens. Malheureusement le club de capitale traverse une période délicate et le temps d'adaptation classique nécessaire aux Brésiliens arrivant en Europe coïncide avec la descente aux enfers du PSG. 

#### Grêmio (2008-2010)
En juillet 2008, il est prêté pour une saison au Grêmio Foot-Ball Porto Alegrense. En juillet 2009, il y est transféré définitivement pour la somme de 2 millions d'euros et quitte définitivement Paris sans avoir inscrit le moindre but.

## Statistiques
| Saison                | Club                  | Championnat           | Championnat | Championnat | Coupe nationale | Coupe nationale | Coupe de la Ligue | Coupe de la Ligue | Compétition(s) continentale(s) | Compétition(s) continentale(s) | Compétition(s) continentale(s) | Total | Total |
| Saison                | Club                  | Division              | M.          | B.          | M.              | B.              | M.                | B.                | Comp.                          | M.                             | B.                             | M.    | B.    |
| 2003                  | São Paulo             | Série A               | 10          | 3           | -               | -               | -                 | -                 | CS                             | 2                              | 0                              | 12    | 3     |
| 2004                  | São Paulo             | Série A               | 28          | 3           | -               | -               | -                 | -                 | CL                             | 7                              | 0                              | 35    | 3     |
| 2005                  | São Paulo             | Série A               | 35          | 4           | -               | -               | -                 | -                 | CL                             | 8                              | 3                              | 43    | 7     |
| 2006                  | São Paulo             | Série A               | 29          | 4           | -               | -               | -                 | -                 | CL                             | 15                             | 1                              | 44    | 5     |
| 2007                  | São Paulo             | Série A               | 32          | 2           | -               | -               | -                 | -                 | CL                             | 13                             | 1                              | 45    | 3     |
| Sous-total            | Sous-total            | Sous-total            | 134         | 16          | -               | -               | -                 | -                 | -                              | 45                             | 5                              | 179   | 21    |
| 2008                  | Paris SG              | Ligue 1               | 12          | 0           | 4               | 0               | 1                 | 0                 | -                              | -                              | -                              | 17    | 0     |
| Sous-total            | Sous-total            | Sous-total            | 12          | 0           | 4               | 0               | 1                 | 0                 | -                              | -                              | -                              | 17    | 0     |
| 2008                  | Grêmio (prêt)         | Série A               | 20          | 2           | -               | -               | -                 | -                 | CS                             | 2                              | 0                              | 22    | 2     |
| 2009                  | Grêmio (prêt)         | Série A               | 31          | 13          | -               | -               | -                 | -                 | CL                             | 12                             | 6                              | 43    | 19    |
| 2010                  | Grêmio                | Série A               | 15          | 0           | -               | -               | -                 | -                 | CS                             | 1                              | 0                              | 16    | 0     |
| Sous-total            | Sous-total            | Sous-total            | 66          | 15          | -               | -               | -                 | -                 | -                              | 15                             | 6                              | 81    | 21    |
| 2011                  | Fluminense            | Série A               | 23          | 2           | -               | -               | -                 | -                 | CL                             | 5                              | 0                              | 28    | 2     |
| Sous-total            | Sous-total            | Sous-total            | 23          | 2           | -               | -               | -                 | -                 | -                              | 5                              | 0                              | 28    | 2     |
| 2012                  | Cruzeiro              | Série A               | 29          | 1           | 2               | 0               | -                 | -                 | -                              | -                              | -                              | 31    | 1     |
| Sous-total            | Sous-total            | Sous-total            | 29          | 1           | 2               | 0               | -                 | -                 | -                              | 5                              | 0                              | 36    | 1     |
| 2013                  | Portuguesa            | Série A               | 19          | 3           | -               | -               | -                 | -                 | -                              | -                              | -                              | 19    | 3     |
| Sous-total            | Sous-total            | Sous-total            | 19          | 3           | -               | -               | -                 | -                 | -                              | -                              | -                              | 19    | 3     |
| Total sur la carrière | Total sur la carrière | Total sur la carrière | 235         | 33          | 4               | 0               | 1                 | 0                 | -                              | 65                             | 11                             | 305   | 44    |

## Palmarès
CS Alagoano
- Championnat de l'Alagoas
  - Vainqueur : 1999

 São Paulo FC
- Championnat du Brésil
  - Vainqueur : 2006 et 2007
- Championnat de São Paulo
  - Vainqueur : 2005
- Copa Libertadores
  - Vainqueur : 2005
- Coupe du monde des clubs
  - Vainqueur : 2005

 Paris Saint-Germain
- Coupe de la Ligue
  - Vainqueur : 2008